# Ryusuke Senoo
Ryusuke Senoo (født 20. februar 1986) er en japansk tidligere professionel fodboldspiller.
Han har spillet for flere forskellige klubber i sin karriere, herunder Fagiano Okayama.